# 아카하치의 난
아카하치의 난(アカハチの乱)은 1500년 야에야마(팔중산)제도의 수령 오야케 아카하치와 오키나와 제도의 류큐왕국(중산) 사이에 벌어졌던 전쟁이다. 아카하치는 패배하여 살해당했다.

## 배경
류큐왕조의 정사서에는 한자로 적봉정벌(赤蜂征伐)이라고 기록되어 있으며, 공격의 이유로 야에야마에서 홍무 연간부터 조공국으로서 올려오던 공물을 2-3년간 끊었다는 점, 그리고 류큐의 신민인 미야코를 야에야마에서 공격하려 했다는 점, 이렇게 두 가지를 거론하고 있다.  그리고 사료들은 태평산(야에야마・미야코)의 조공이 끊긴 것은 오오하마의 아카하치가 모반했기 때문이라고 서술하고 있다. 그러나 아카하치 이전의 누가 중산왕부에 조공을 했는지는 불분명하며, 1500년 이전에 그러한 기록은 중산 측에도 태평산 측에도 없다.
미야코는 대대로 소라비(空広) 나카소네 투유먀의 일족이 통치해왔다. 『충도씨가보정통』에는 이런 기록이 있다. “미야코 백성들은 싸움질을 좋아했다. 소라비는 생각했다. 이것은 쌀과 좁쌀이 풍족하기 때문이다. 주국(主国, 오키나와 중산)에 부세를 부탁하여 조공을 하자. 이리하여 명을 청하여 주국의 관리들이 주둔하게 되고, 여러 마을에 인두세를 정하였더니 농사를 게을리하지 않게 되었다. 이 때 소라비는 팔중산으로 향하여 팔중산의 추장을 타일러, 더불어 부용국의 직분을 지키고 매년 조공의 원수(員数)를 정하여 주국에 조공하고 신민으로서 충성을 다하자고 하였다.” 그러나 오오하마의 아카하치 혼카와라가 동의하지 않고 오히려 미야코를 들이치려 하였으므로 주국에 호소하였다고 한다.
이 기록은 “홍무 연간부터 매년 조공하였다”는 류큐왕조 정사서 측 서술과 모순되며, 팔중산의 추장이란 누구라는 것인지도 불분명하다. 게다가 7대조 때부터 미야코를 통치해온 나카소네 투유먀가 갑자기 주민들이 호전적임을 한탄하고, 너무 풍요로워서 배가 부른 탓이라며, 그 해결책으로서 주권을 포기하고 상국에게 무거운 세금을 부과받는 것을 자처했다는 등 부자연스럽기 짝이 없다. 그래서 이 기록들은 류큐 중산왕조 측에서 미야코를 정복한 이후 조작한 것으로 생각된다.
또한 야에야마 측 사료들은 “아카하치 혼카와라라는 두 사람”이 있었다고 공통된 서술을 남기고 있다. 예컨대 『장영성가보대종』은 “혼카와라 및 아카하치라는 자 2인”이라고 명시하여 아카하치와 혼카와라가 다른 사람이라는 견해를 보이고 있다. 미야코에서는 “카와라”라는 이름이 드물지 않은데, 예컨대 나카소네 투유먀의 조상 가운데 후사세이 투유먀의 별명이 “祢間津노 카와라”였다. 다만 이 경우 “카와라”란 수령의 칭호이고, “혼카와라”는 대추장을 의미하는 것으로서 “아카하치 혼카와라”는 두 사람의 명칭이 아니라 아카하치 한 사람을 가리키는 것이라는 의견도 있다.
아무튼 야에야마 측 사료들은 섬의 모든 주민들이 아카하치를 중심으로 마음을 모았다는 점을 일관되게 기술하고 있다.

## 개전 전
아카하치가 급히 각지에 격문을 띄어 사람들을 모으고 가로되, “중산(제2쇼씨)의 대병이 와서 우리의 경계를 침범하고 있다. 그대들은 예기를 가다듬어 속히 나가 맞서 싸우라. 만약 명령을 어기고 태만하면 법에 따라 즉시 베고 감히 용서치 않겠다”고 말했다. 앞서 말한 바와 같이 거의 모든 도민이 아카하치에게 마음을 모아 복종했으나, 딱 다섯 명이 복종하지 않았다. 섬의 장자(長者)인 이시가키촌의 나아타 우후슈, 나아타의 동생 나레이토우(那礼当)・나레카사나리(那礼重利), 가와히라촌의 수령 나카마 미츠케이마, 하테루마 주민 미우스쿠 시시카돈이 그 5명이었다. 나아타의 두 동생과 미츠케이마, 시시카돈은 아카하치에게 살해당했다. 나아타는 여기저기 도망치며 숨다가 이리오모테섬 코미까지 도망쳐 동굴 속에 숨었다.
미츠케이마의 후손을 칭하는 것이 현재의 노리아키(憲章) 일문이다. 노리아키 집안의 가보(家譜)에는 미츠케이마에 대하여 “원조(元祖)의 증조부는 미츠케이마다”라고밖에 서술되어 있지 않다. 1950년대에 조사를 실시한 이나무라 켄푸는 “아카하치는 미츠케이마를 케이라 언덕에서 죽이고, 나카마 언덕 주민의 우물이었던 나카마 우물을 메웠다. 그러나 우루카 야마야마토가 대신할 우물을 발견했고, 사람들은 그의 이름을 따서 이 우물을 우루카 우물(うるか井)이라고 명명했다.  그 후 이름이 바뀌어 오늘날 후가(保嘉) 우물이라고 불리는 것이 바로 그 우물이다”라는 현지 전설을 소개했다. 또한 1809년에 노리아키 문중의 누군가가 작성한 문서에는 “아카하치의 모반 때 아카하치와 미츠케이마는 나카스미(仲すみ)라는 곳에서 기합(寄合)을 가졌으나 결렬되어 버렸고, 미츠케이마는 돌아오는 길에 아카하치가 설치한 허방다리에 빠져 죽었다”고 되어 있다.
하테루마의 시시카돈에 대하여, 아카하치는 원래 피이사이촌의 타케챠(嵩茶), 오오하마촌의 쿠로세(黒勢) 등을 보내서 자기 편으로 끌어들이려 했다. 타케챠 등이 도착했을 때 시시카돈은 우연히 해변에서 낚시를 하고 있었기 때문에 도망칠 수 없었다. 시시카돈이 뜻을 따르지 않자 타케챠는 그를 찔러 죽이고 바닷속에 유기했다.
이와 같이 아카하치는 중산(오키나와 중심의 류큐왕조)과 자기들 태평산(야에야마) 사이에는 경계가 있고 류큐가 그 경계를 침범하려 한다는 인식을 나타냈다. 류큐 왕조 측은 아카하치의 행위는 중산왕부에 대한 모반, 반역이라며 공격의 정당성을 주장했다. 류큐대학의 역사학자 타카라 쿠라요시는 아카하치가 규정한 류큐의 “침범”은 류큐측에 있어서는 “지방통치의 강화”라는 견해를 밝혔다. 한편 타카라는 류큐가 일본 사츠마번의 공격을 받은 류큐 침공에 대해서는 “틀림없는 침입・침구・침략의 사건”이라는 이중적인 견해를 말하고 있다.

## 전투
류큐의 선단은 소라비 나카소네 투유먀가 선도했다. 전술한 바와 같이 오키나와까지 가서 아카하치의 “난”을 고변한 것도 소라비였다. 미야코의 소라비의 협조 없이 야에야마까지 갈 향해능력을 중산이 보유하고 있었는지는 불분명하다.
이하 내용은 날짜가 가장 상세한 『채탁본 중산세보』에 따른다.
중산왕부는 9명의 장수를 뽑아 보냈다. 그 장군으로는 필두가 되는 大里親雲上 외에 9번대 대장인 安波根里主直張 등이 알려져 있다. 군선은 크고작은 것이 100여척, 병력은 3000 명으로, 홍치 13년(1500년) 경신 2월 2일 나하에서 출항했고, 13일에 야에야마 이사가키에 이르렀다. 도망하고 있던 나아타 우후슈는 매우 기뻐하며, 작은 배를 타고 이리오모테에서 나와 류큐군의 앞잡이를 맡았다. 19일에 류큐군이 지계의 진세를 살피고자 작은 배로 상륙했다. 살펴보니 아카하치군의 진지는 앞으로 큰 바다를 향하고, 뒤로는 험한 절벽이 있었다.  그 땅의 부녀자들이 모두 초목의 가지를 들고 나와 하늘과 땅을 부르며 “관군”을 저주하고 있었다. 류큐군이 상륙했는데도 놀라는 기색이 거의 없었다. “적의 수괴” 혼카와라 아카하치가 가장 앞으로 나와 싸움을 걸어왔다. 관군은 날이 상서롭지 않았기에 싸움을 피하고 물러났다. 장군 大里는 적의 예기를 가벼이 여겨서는 안 된다고 말하고, 20일 갑진일에 작은 배 46척을 둘로 나누어 하나는 토노시로를 공격하게 하고, 하나는 아라카와를 공격하게 해서 양면에서 싸웠다. 아카하치는 이겨내지 못했고 관군은 이를 틈타 더욱 쳐들어갔다. 종국에 관군이 이겼다.
토노시로와 아라카와는 지금도 사용되는 지명으로, 이시가키섬 서남해안선의 양 끝에 해당한다. 이렇게 떨어진 곳을 동시에 공격을 가했기 때문에 아카하치가 대응할 수 없었던 것으로 보인다.

## 전후처리
『구양』 162호에 따르면, 류큐왕조는 소라비 나카소네 투유먀를 미야코두(宮古頭)에, 2남 마치린가니(真列金)를 야에야마두에 임명했다. 다만 『충도씨정통가보』, 『구양』 109호는 아카하치의 난의 전후처리로서 이루어진 봉작은 마치린가니의 야에야마수호 봉명(奉命)만을 인정하고 있다. 이 두 사료에서는 쇼신왕대의 미야코두 운운은 무시하는 한편, 소라비가 쇼엔왕에게 조공와서 알현할 때 “미야코지마주장(主長)”을 봉명했음을 말하고 있어서, 미야코두직은 아카하치의 난 이전부터 일관되게 계속되었다는 견해를 보이고 있다. 『가보』에 따르면, 마치린가니는 4년간 봉직한 뒤 3남 치리마라(知利真良)로 대체되었다. 『구양』 162호는 마칠린가니가 백성을 학대했기 때문에 퇴관(退官)시켰다고 서술하고 있다. 소라비 투유먀는 야에야마가 평정된 것을 경하히기 위해 알현을 와서 보검 지가네마루 한 자루와 보주 한 개를 바쳤고, 중산왕부는 비녀 한 개와 백견의(白絹衣) 한 벌을 하사했다. 또한 소라비는 하리미즈 우타키에서 “역도를 추토할 수 있으면 우타키 주위에 돌담을 신축하겠습니다”라고 소원을 빌었기 때문에, 돌아가는 길에 그 공약을 실행했다.
나아타 우후슈는 코미슈이우후야코(古見大首里大屋子)로 발탁되었다. 이 직책은 나중에 개칭되어 이시가키야에야마두직(石垣八重山頭職)이 되었고, 이것이 야에야마의 두직의 시작이라고 한다. 여기서 말하는 “야에야마두직”의 시작과, 앞서 마치린가니가 “야에야마두”로 봉직되었다는 기록 사이의 정합성은 불분명하다. 당시의 “야에야마두”가 어디까지 실체가 있었던 것인지도 불분명하다.
나레이토우의 어린 아들 保利久思는 비로스쿠슈이우후야코(美良底首里大屋子)가 되었다. 나카마 미츠케이마의 유족은 남자 여덟 명이 모두 슈이우후야코가 되었다. 시시카톤의 유족은 남자 세 명이 여인(与人)이 되었다. 여자 세 명은 여두직(女頭職)이 되었다.
나아타 우후슈에게는 누이동생이 두 명 있었고 이름이 쿠이츠바(古市)와 마이츠바(真市)였다. 쿠이츠바는 아카하치의 아내였기 때문에, 남편과 함께 살해당했다. 한편, 마이츠바는 이라빈가니(永良比金)라는 신의 신인(神人)으로 임명되었다. 질녀 우나리(宇那利: 나아타의 어머니와 동명이인)는 오오아무직(大阿母職)에 임명되었다. 조카가 더 고위직인데, 이것은 마이츠바가 양보했기 때문이라고 한다.
마이츠바가 봉작을 받게 된 경위는 다음과 같다. 어느 날 류큐 관군에게 마이츠바가 찾아와 “이라빈가니의 신의 탁선(託宣)이 있었는데, 지금 배를 타면 속히 나하에 이를 것입니다”라고 하였다. 그러나 관군은 “그 신탁은 아직 깊이 믿을 수 없다. 병선이 일제히 나라에 도착하면 포상하겠으나, 신탁이 틀려서 앞뒤로 제각각 나라에 이르는 일이 있으면 중죄로 삼고 용서치 않겠다”라고 대답했다. 마이츠바는 “창천은 정해놓을 수 없습니다. 풍파는 예측하기 어렵습니다.”라고 대답하고, 미사키산(美崎山)에 들어가 밤낮으로 단식하며 기원했다. 그러다가 배가 신의 가호로 일제히 오키나와로 귀국했다. 왕이 마이츠바를 발탁하여 오오아무로 삼으려 했으나, 마이츠바는 조카 우나리에게 양보했다. 그래서 왕은 마이츠바를 이라빈가니 신을 모시는 신인으로 삼았고, 우나리에게 봉미 1섬 5되, 마이츠바에게 1섬을 하사했다.
이 기록을 보면, 당시의 중산국 병사들이 신탁을 별로 믿지 않았다는 것을 알 수 있다. 신탁 전반을 불신한 것인지, 마이츠바의 신탁이라고 불신한 것인지는 확실하지 않다. 심지어 신탁을 받은 당사자인 마이츠바부터 신탁의 실현가능성에 대해 불안을 품고 있다. 그럼에도 불구하고 신이 날씨를 맑게 하여 신묘한 어령위(御霊威)를 드러냈다는 이야기다.

## 참고 자료
- 大浜永亘「オヤケアカハチ・ホンカワラと山陽姓一門の人々」先島文化研究所、2006年。
p.69「八重山島年来記（抜粋）」
p.73「長榮姓家譜大宗（抜粋）」
p.76「山陽姓大宗系図家譜（抜粋）」
p.81「憲章姓系図家譜大宗（抜粋）」
p.83「口上覚」
- 稲村賢敷「宮古島庶民史」三一書房、1972年
- 稲村賢敷「琉球諸島における倭寇史跡の研究」吉川弘文館、1957年
- 石垣市総務部市史編集室「石垣市史叢書１　慶来慶田城由来記　富川親方八重山島諸締帳」石垣市、1991年
- 球陽研究会編「球陽」角川書店、1974年。
- 沖縄県教育委員会「蔡鐸本中山世譜」沖縄県、1973年。pp.141
- 平良市編纂委員会「平良市史・資料編1」平良市、1981年。pp.80「忠導氏正統家譜」
- 鹿児島県歴史史料センター黎明館編「旧記雑録後編4」鹿児島県、1984年。
- 高良倉吉「琉球王国の構造」吉川公文館、1987年